# Rallye sur un volcan
 (signalé en mai 2025).
Si vous disposez d'ouvrages ou d'articles de référence ou si vous connaissez des sites web de qualité traitant du thème abordé ici, merci de compléter l'article en donnant les références utiles à sa vérifiabilité et en les liant à la section « Notes et références ».
- Archive Wikiwix
- Bing
- Cairn
- DuckDuckGo
- E. Universalis
- Gallica
- Google
- G. Books
- G. News
- G. Scholar
- Persée
- Qwant
- (zh) Baidu
- (ru) Yandex
- (wd) trouver des œuvres sur Wikidata

Rallye sur un volcan est un album de bande dessinée français constituant le 39e de la série Michel Vaillant, scénarisée et dessinée par Jean Graton. Le héros éponyme participe à un rallye automobile sur l'île de La Réunion, département d'outre-mer dans le sud-ouest de l'océan Indien. Là, menacé par l'espionnage de ses concurrents, il se lance dans une traque qui le conduit jusque dans l'Enclos Fouqué, la dernière caldeira formée par le Piton de la Fournaise, le volcan actif.
Pour mémoire, la principale épreuve disputée dans l'île est le Tour auto de La Réunion, qui fut incorporé au Championnat de France des rallyes 1978 (vainqueur Jean-Louis Clarr) et 2001 (vainqueur Sébastien Loeb).